# ريتشارد ليستير
ريتشارد ليستير (بالإنجليزية: Richard Lester)‏ (و. 1932  م) هو منتج أفلام، ومخرج أفلام أمريكي، ولد في فيلادلفيا.

## التعليم
تعلم في William Penn Charter School ‏.

## وصلات خارجية
- ريتشارد ليستير على موقع IMDb (الإنجليزية)
- ريتشارد ليستير على موقع ميتاكريتيك (الإنجليزية)
- ريتشارد ليستير على موقع الموسوعة البريطانية (الإنجليزية)
- ريتشارد ليستير على موقع روتن توميتوز (الإنجليزية)
- ريتشارد ليستير على موقع مونزينجر (الألمانية)
- ريتشارد ليستير على موقع قاعدة بيانات الأفلام العربية
- ريتشارد ليستير على موقع ألو سيني (الفرنسية)
- ريتشارد ليستير على موقع تيرنر كلاسيك موفيز (الإنجليزية)
- ريتشارد ليستير على موقع تيرنر كلاسيك موفيز (الإنجليزية)
- ريتشارد ليستير على موقع أول موفي (الإنجليزية)